# AIM1
Proteína ausente em melanoma 1 é uma proteína que em humanos é codificada pelo gene AIM1. É também conhecido como domínio beta-gama de cristal contendo 1 (CRYBG1).